# Дугопоље (Дугопоље)
Дугопоље је насељено место и седиште истоимене општине у Сплитско-далматинској жупанији, Република Хрватска.

## Историја
До територијалне реорганизације у Хрватској налазило се у саставу старе општине Солин.

## Становништво
На попису становништва 2011. године, општина Дугопоље је имала 3.469 становника, од чега у самом Дугопољу 2.993.

### Општина Дугопоље
| Број становника по пописима | Број становника по пописима | Број становника по пописима | Број становника по пописима | Број становника по пописима | Број становника по пописима | Број становника по пописима | Број становника по пописима | Број становника по пописима | Број становника по пописима | Број становника по пописима | Број становника по пописима | Број становника по пописима | Број становника по пописима | Број становника по пописима | Број становника по пописима |
| --------------------------- | --------------------------- | --------------------------- | --------------------------- | --------------------------- | --------------------------- | --------------------------- | --------------------------- | --------------------------- | --------------------------- | --------------------------- | --------------------------- | --------------------------- | --------------------------- | --------------------------- | --------------------------- |
| 1857                        | 1869                        | 1880                        | 1890                        | 1900                        | 1910                        | 1921                        | 1931                        | 1948                        | 1953                        | 1961                        | 1971                        | 1981                        | 1991                        | 2001                        | 2011                        |
| 1.837                       | 1.977                       | 2.168                       | 2.297                       | 2.583                       | 2.952                       | 2.957                       | 3.275                       | 3.120                       | 3.125                       | 3.386                       | 3.381                       | 3.175                       | 3.075                       | 3.120                       | 3.469                       |

Напомена: Настала из старе општине Солин. Од 1857. до 1981. садржи део података за град Триљ.

### Дугопоље (насељено место)
| Број становника по пописима | Број становника по пописима | Број становника по пописима | Број становника по пописима | Број становника по пописима | Број становника по пописима | Број становника по пописима | Број становника по пописима | Број становника по пописима | Број становника по пописима | Број становника по пописима | Број становника по пописима | Број становника по пописима | Број становника по пописима | Број становника по пописима | Број становника по пописима |
| --------------------------- | --------------------------- | --------------------------- | --------------------------- | --------------------------- | --------------------------- | --------------------------- | --------------------------- | --------------------------- | --------------------------- | --------------------------- | --------------------------- | --------------------------- | --------------------------- | --------------------------- | --------------------------- |
| 1857                        | 1869                        | 1880                        | 1890                        | 1900                        | 1910                        | 1921                        | 1931                        | 1948                        | 1953                        | 1961                        | 1971                        | 1981                        | 1991                        | 2001                        | 2011                        |
| 1.366                       | 1.445                       | 1.596                       | 1.688                       | 1.889                       | 2.127                       | 2.122                       | 2.427                       | 2.322                       | 2.378                       | 2.596                       | 2.665                       | 2.610                       | 2.600                       | 2.674                       | 2.993                       |

### Попис1991.
На попису становништва 1991. године, насељено место Дугопоље је имало 2.600 становника, следећег националног састава:
| Попис 1991.‍   | Попис 1991.‍  | Попис 1991.‍ | Попис 1991.‍ | Попис 1991.‍ |
| ------------- | ------------ | ----------- | ----------- | ----------- |
|               |              |             |             |             |
| Хрвати        | Хрвати       |             | 2.565       | 98,65%      |
| Црногорци     | Црногорци    |             | 3           | 0,11%       |
| Албанци       | Албанци      |             | 2           | 0,07%       |
| Словенци      | Словенци     |             | 2           | 0,07%       |
| Словаци       | Словаци      |             | 1           | 0,03%       |
| Срби          | Срби         |             | 1           | 0,03%       |
| Украјинци     | Украјинци    |             | 1           | 0,03%       |
| неопредељени  | неопредељени |             | 2           | 0,07%       |
| регион. опр.  | регион. опр. |             | 2           | 0,07%       |
| непознато     | непознато    |             | 21          | 0,80%       |
| укупно: 2.600 |              |             |             |             |